# Ťuhýk tygrovaný
Ťuhýk tygrovaný (Lanius tigrinus) je malý druh pěvce z čeledi ťuhýkovitých (Laniidae), který obývá lesní biotopy východní a jihovýchodní Asie. Hnízdí převážně v jihovýchodní Číně, na zimu táhne na jih až na Velké Sundy.

## Systematika
Druh formálně popsal belgický přírodovědec Auguste Drapiez v roce 1828. Jedná se o monotypický taxon, tzn. nevytváří žádné poddruhy.

## Výskyt
Ťuhýk tygrovaný se vyskytuje od jihovýchodního Ruska, Japonska a východní Číny přes Zadní Indii a Malajský poloostrov po ostrovní část jihovýchodní Asie (Sumatra, Borneo, Jáva). V roce 2020 byl poprvé pozorován v Bhútánu. Jedná se o tažný druh. Na jižní zimoviště se vydává v srpnu a září, zpět na severní hnízdiště dolétá v květnu a červnu. Nehnízdní areál výskytu sahá od jihovýchodní Číny přes východní Myanmar a severní Vietnam a Thajsko přes Malajský poloostrov do Singapuru a na Velké Sundy. Hnízdní areál leží zejména ve východní Číně, dále jihovýchodním cípu Ruska, na severu Korejského poloostrova a na severu Japonska.
Hnízdní stanoviště tvoří opadavé nížinaté lesy mírného pásu. Může se vyskytovat i na lesních okrajích nebo v zemědělské krajině. Zimní biotop představují okraje subtropických až tropických pralesů i sekundárních lesů do 900 m n. m., občas i plantáže nebo zahrady.

## Popis

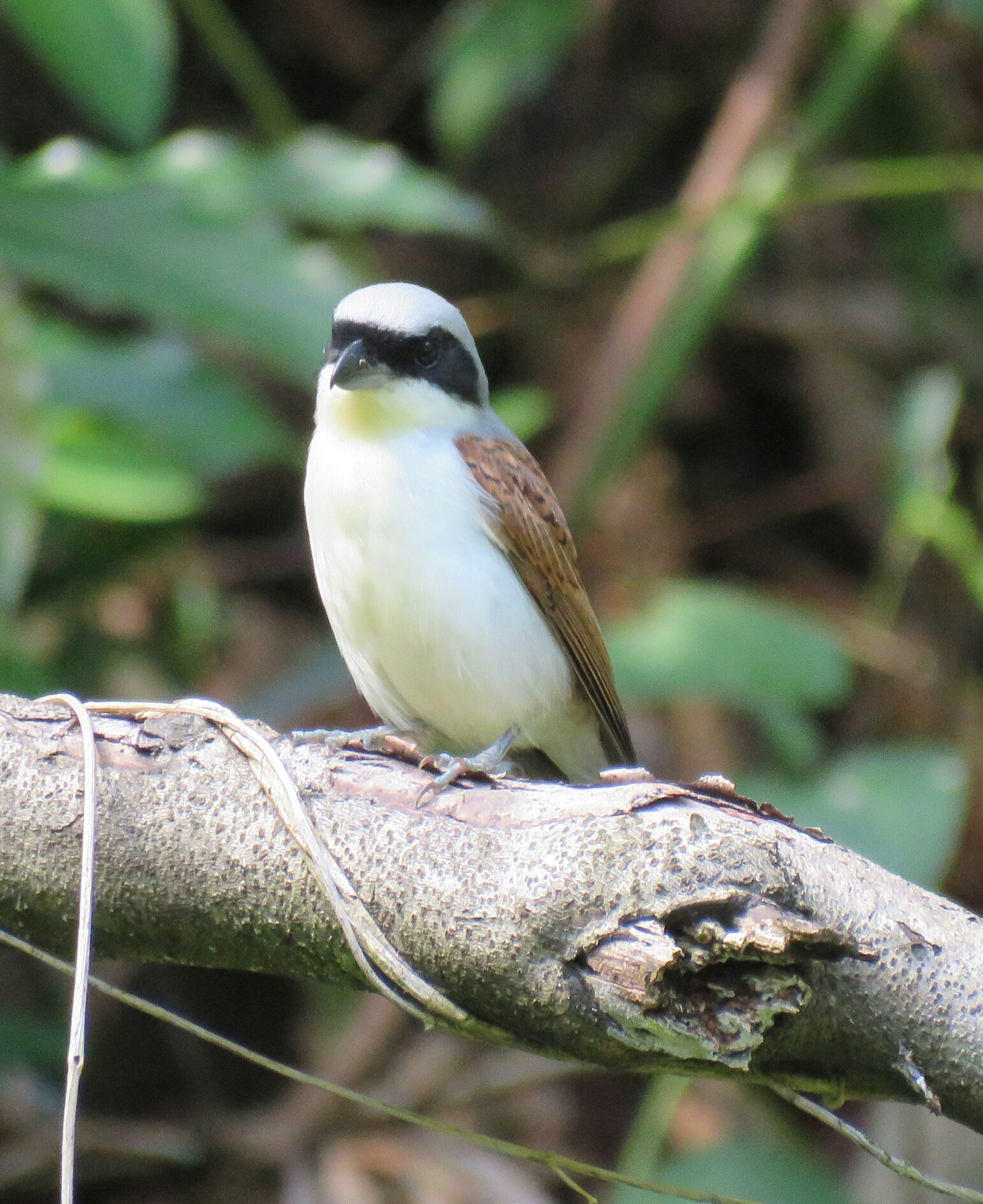
Samec

Délka těla se pohybuje kolem 17,5 cm. Samec má svrchní část těla od hlavy po šíji šedou. Od šíje přes hřbet po kostřec a svrchní krovky ocasní je opeření rezavé. Křídla jsou převážně tmavě hnědá. Od zobáku až za oči se táhne výrazná černá maska. Uzdička je černá. Spodina od hrdla po spodní krovky ocasní je bílá. Ocas je zespoda světle hnědý. Samice má svrchní stranu těla bleději hnědou, černá maska je umístěna o něco níže u spodního okraje očí a uzdička je bílá (u samce černá). Spodina samice je žlutohnědě bílá s výraznými černými proužky při okraji hrudi a na bocích. Zobák obou pohlaví je statný, modročerný. Nohy jsou šedé, duhovky tmavě hnědé.

## Biologie
Jedná se o aktivního predátora, do jehož jídelníčku patří členovci, a to především hmyz, jako jsou brouci, rovnokřídlí, polokřídlí, housenky a motýli. Může napadat i menší druhy ptáků a dokonce někdy uloví i menšího obratlovce, jako jsou žáby, plazi a hlodavci.

### Hnízdění
Utváří monogamní páry. K zahnízdění dochází v květnu, v severnějších oblastech až na přelomu květně a června. Hnízdo bývá umístěno na stromě, někdy i v keři. Na stavbě hnízda se podílí oba partneři. Má podobu kompaktního šálku s vysokými okraji. Vnější průměr je kolem 13 cm, výška asi 8 cm. Velikost snůšky se pohybuje kolem 3–6 vajec. Inkubuje pouze samice po 15–16 dní. Ptáčata vylétávají z hnízda po dvou týdnech a další dva týdny zůstávají v blízkosti hnízda. Ťuhýk tygrovaný zahnizďuje jednou za rok, i když náhradní snůšky jsou běžné.

## Ohrožení
Druh je hodnocen jako málo dotčený. Podle historických záznamů se vyvozuje, že jeho populace je na mírném ústupu.